# Zalaszentbalázs
Zalaszentbalázs ist eine ungarische Gemeinde im Kreis Nagykanizsa im Komitat Zala.

## Geografische Lage
Zalaszentbalázs liegt ungefähr 29 Kilometer südlich des Komitatssitzes Zalaegerszeg und 16 Kilometer nordwestlich der Kreisstadt Nagykanizsa. Nachbargemeinden sind Börzönce, Hahót, Pölöskefő, Kacorlak, Magyarszerdahely und Bocska.

## Geschichte
Zalaszentbalazs ist ein Fundplatz der älteren Lengyel-IV-Phase. 
Im Jahr 1913 gab es in der damaligen Kleingemeinde 243 Häuser und 1453 Einwohner auf einer Fläche von 3644  Katastraljochen. Sie gehörte zu dieser Zeit zum Bezirk Nagykanizsa im Komitat Zala.

## Sehenswürdigkeiten
- Kruzifixe
- Römisch-katholische Kirche Nagyboldogasszony, erbaut 1775–1781, der Turm wurde 1784 hinzugefügt
- Marienstatuen aus den Jahren 1887, 1895 und 1924
- Szent-Balázs-Statue
- Szent-Orbán-Statue
- Weltkriegsdenkmal

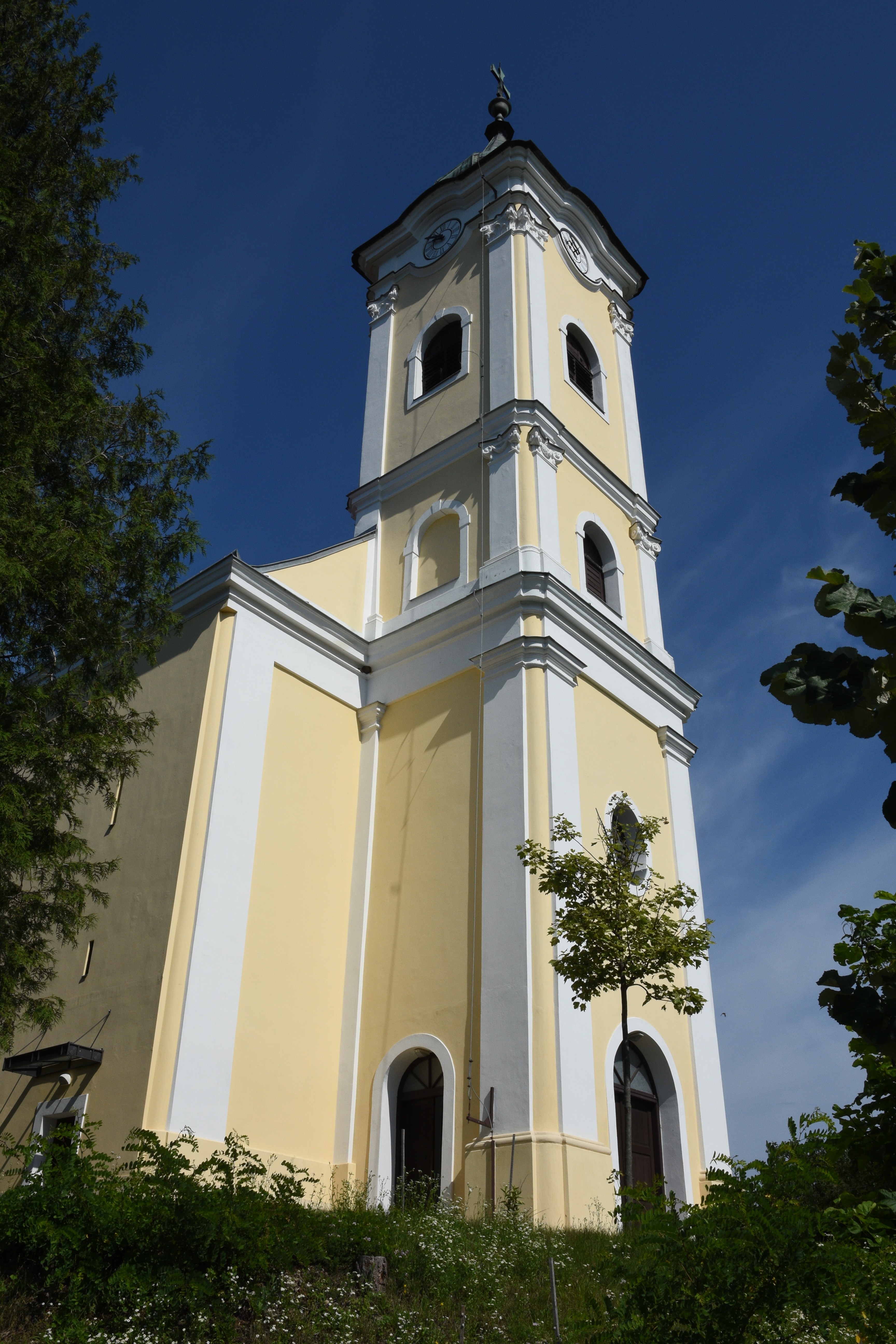
Römisch-katholische Kirche Nagyboldogasszony
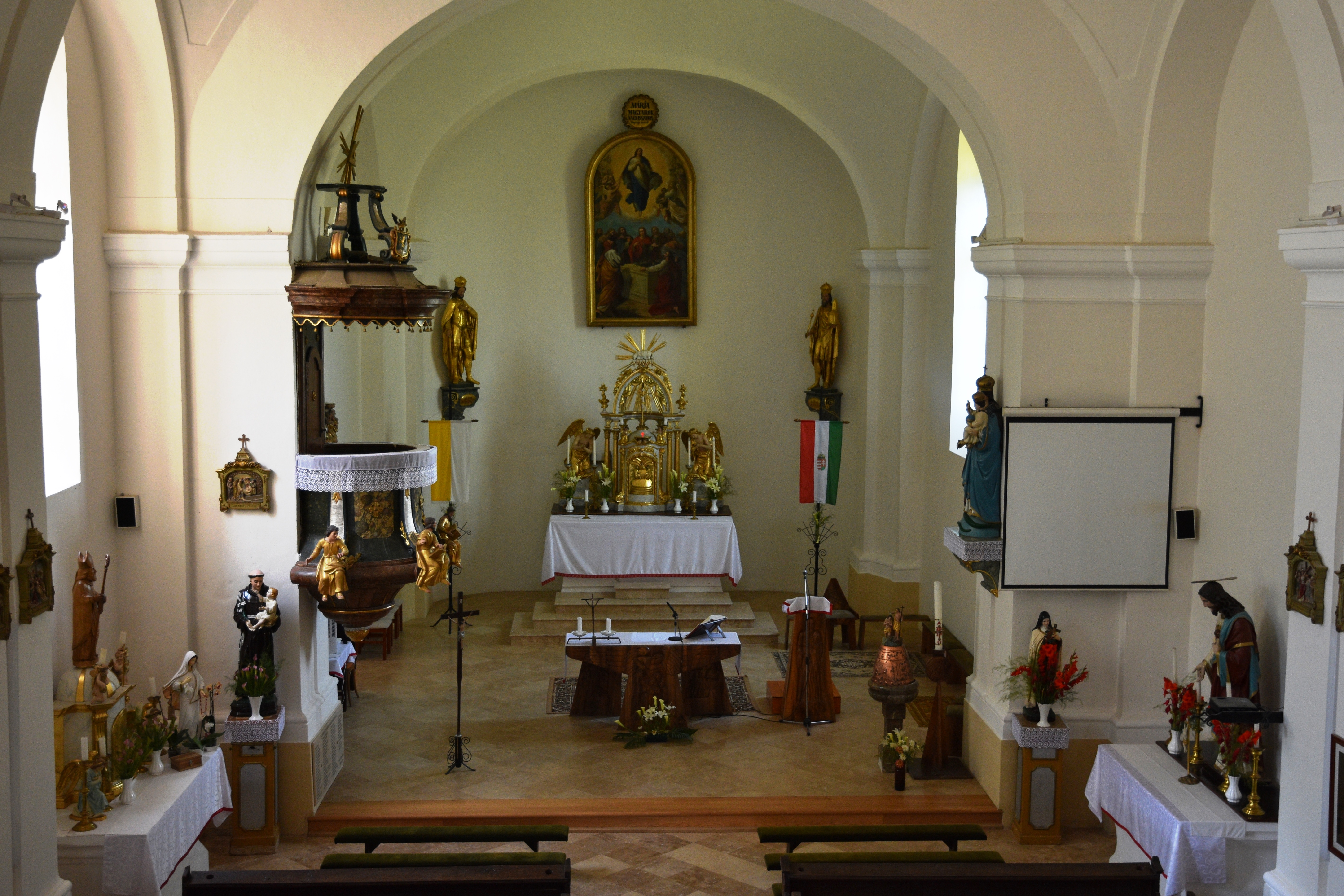
Innenraum der römisch-katholischen Kirche
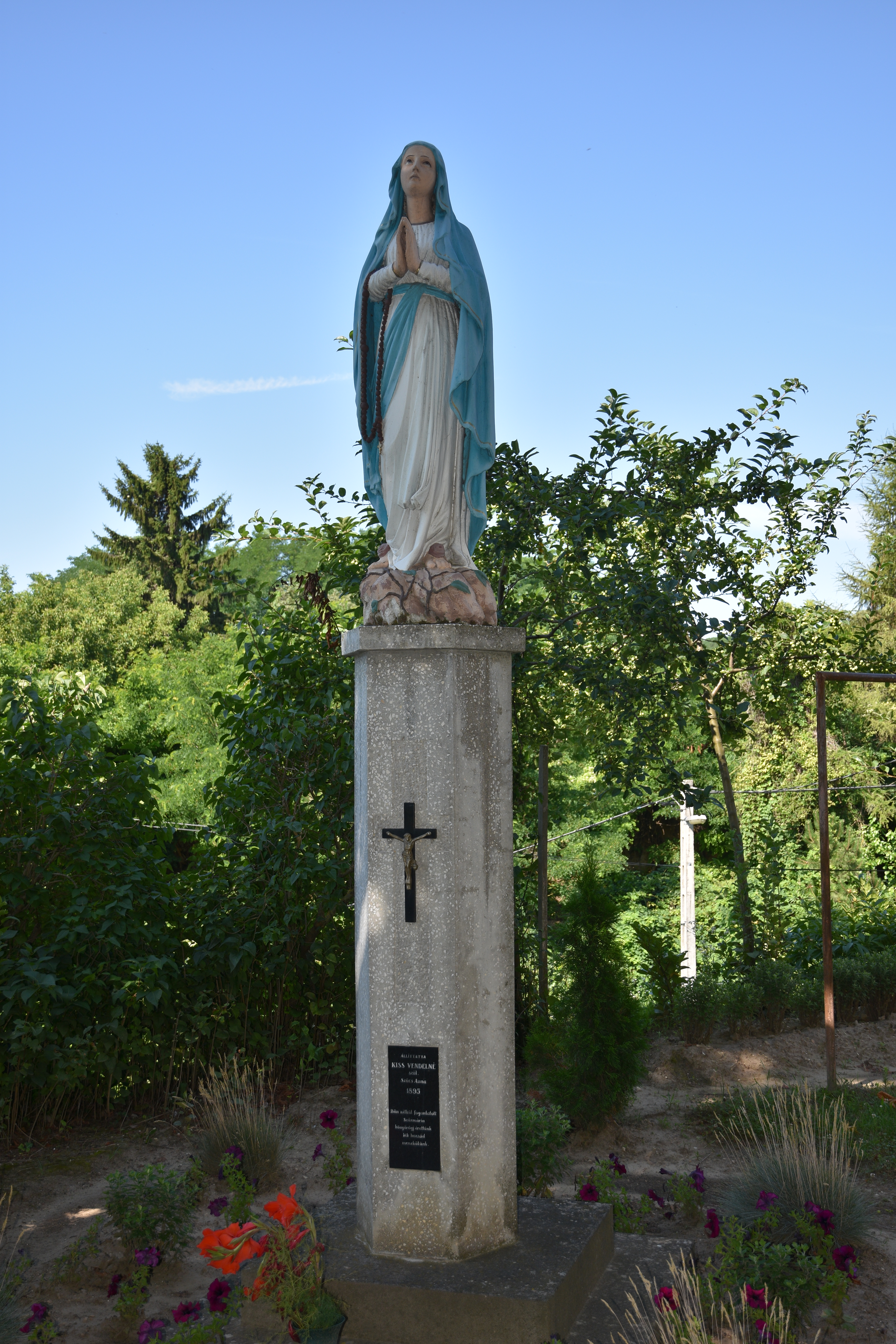
Marienstatue (1895)
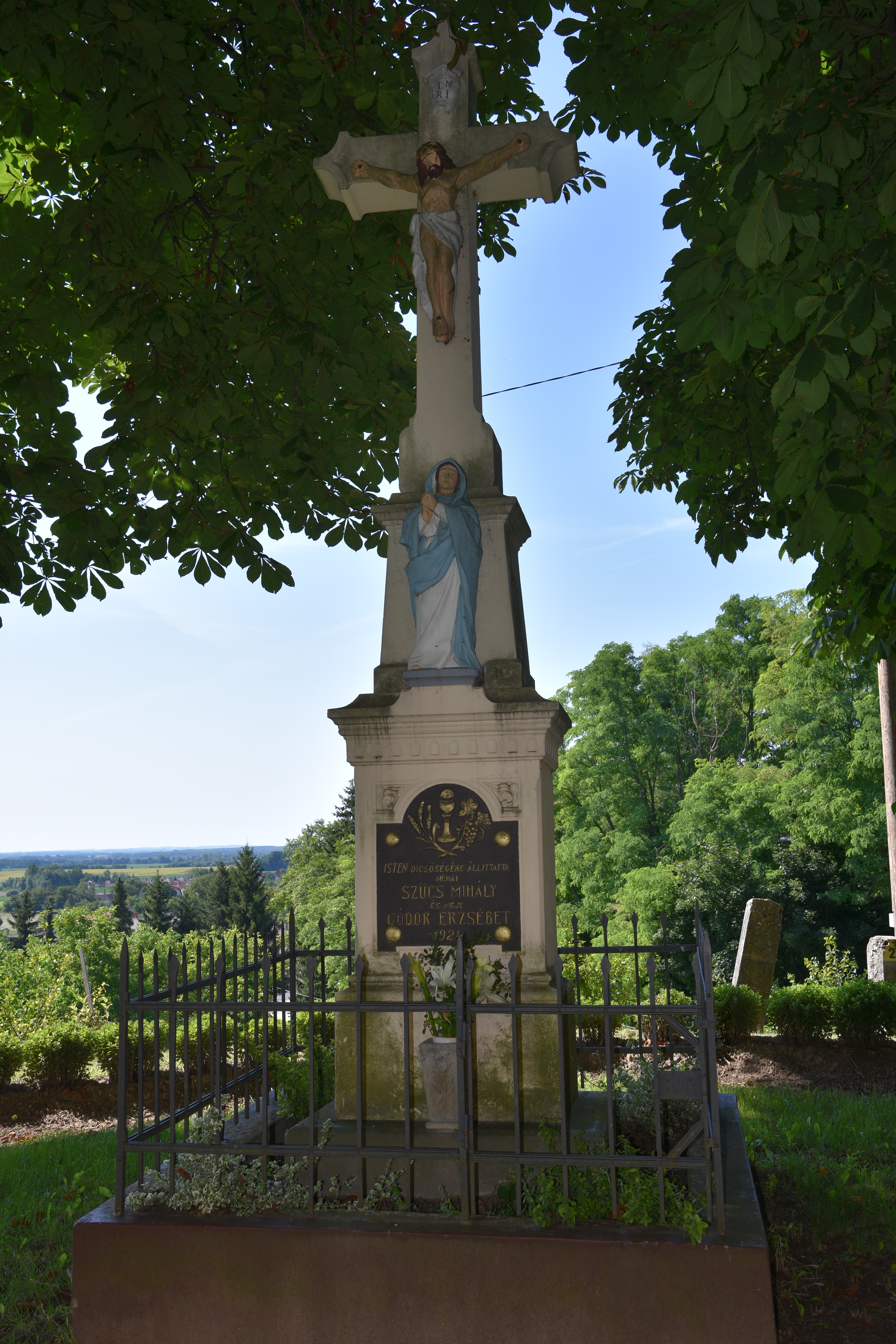
Kruzifix mit Marienstatue (1924)

## Verkehr
Durch Zalaszentbalázs verläuft die Hauptstraße Nr. 74, von der die Landstraße Nr. 7529 in östliche und die Landstraße Nr. 7534 in westliche Richtung abzweigen. Es bestehen Busverbindungen über Hahót und Bak nach Zalaegerszeg, über Bocska und Magyarszentmiklós nach Nagykanizsa sowie über Pölöskefő nach Gelse, wo sich der  nächstgelegene Bahnhof befindet.